# The Way That I Love You
"The Way That I Love You" är en låt framförd av den amerikanska R&B-sångerskan Ashanti, skriven och komponerad av henne själv och L.T Hutton till Ashantis fjärde studioalbum The Declaration (2008). 
I "The Way That I Love You" sjunger framföraren till sin pojkvän som varit otrogen. I en intervju förklarade Ashanti; "Det är en väldigt dramatisk sång som kom till mig från hjärtat." Spåret utgörs av en distinkt basgång och en pianosampling. Trots att låten är midtempo sjungs den mer som en ballad av Ashanti som ger prov på sitt röstomfång. "The Way That I Love You" gavs ut som den ledande singeln från sångerskans skiva den 29 januari 2008. Låten märkte sångerskans första utgivning sedan ett fyra år långt avbrott i karriären. I mars debuterade låten på Billboard Hot 100 på en 88:e plats och klättrade som högst till en 36:e plats på den topplistan. Detta blev Ashantis första singel på den topplistan sedan "Only U" år 2004. På USA:s R&B-lista Hot R&B/Hip-Hop Songs hade låten större framgång och tog sig till en andraplats. Internationellt blev låten Ashantis första större singelrelease som misslyckades att ta sig in på några topplistor. I Japan och Australien nådde den en 97:e plats på respektive listor.
Musikvideon för singeln regisserades av Kevin Bray som står bakom TV-serien Cold Case. I videon spelar Ashanti en manisk flickvän som mördar sin otrogna pojkvän. Videons första scen börjar med ett telefonsamtal till larmcentralen där sångerskan traumatiserat säger; "Hallå? [...] Jag vet inte vad som hände, snälla skicka hit någon." I en intervju sa Ashanti; "Eftersom jag varit borta så länge var jag tvungen att göra något extra för att lämna ett avtryck. Jag ville göra något mer dramatiskt än en vanlig video och jag är ett stort fan av kriminalserier." Den 10 mars debuterade videon på BET:s 106 & Park och nådde slutligen en andraplats. Videon nominerades också till en BET Award i kategorin "Video of the Year".

## Format och innehållsförteckningar
- Amerikansk CD-singel/12" singel

1. "The Way That I Love You" (Main) - 4:30
2. "The Way That I Love You" (New Intro) - 4:49
3. "The Way That I Love You" (Radio Edit) - 3:53
4. "The Way That I Love You" (Instrumental) - 4:30

- Digital singel

1. "The Way That I Love You" (Main) - 4:30

## Topplistor
| Lista (2008)                      | Topp position |
| --------------------------------- | ------------- |
| Australiens ARIA Charts           | 96            |
| Japanska Japan Hot 100            | 96            |
| Amerikanska Billboard Hot 100     | 37            |
| Amerikanska Hot R&B/Hip-Hop Songs | 2             |